# 612
Раннє Середньовіччя. Триває чума Юстиніана. У Східній Римській імперії продовжується правління Іраклія. Частина території Італії належить Візантії, на решті лежить Лангобардське королівство. Франкське королівство розділене між правителями з династії Меровінгів. Іберію займає Вестготське королівство. В Англії триває період гептархії. Авари та слов'яни утвердилися на Балканах. Центр Аварського каганату лежить у Паннонії.
Китай об'єднаний під правлінням династії Суй. Індія роздроблена. В Японії триває період Ямато. У Персії править династія Сассанідів. Степову зону Азії та Східної Європи контролює Тюркський каганат, розділений на Східний та Західний.
На території лісостепової України в VII столітті виділяють пеньківську й празьку археологічні культури. У VII столітті продовжилося швидке розселення слов'ян. У Північному Причорномор'ї співіснують різні кочові племена, зокрема кутригури, утигури, сармати, булгари, алани, авари, тюрки.

## Події
- Візантійський полководець Пріск відвоював у персів Кесарею Каппадокійську.
- Королем Вестготського королівства став Сісебут.
- У Франкському королівстві Теодоріх II здобув низку перемог над своїм братом Теодебертом II і став королем Австразії.
- Колумбан перейшов через Альпи в Лангобардське королівство. Галл з Гібернії оселився на місці, де згодом буде засноване абатство святого Галла.
- Війська корейського королівства Когурьо дали відсіч китайському імператору Яну.